# Kedawung (Kedawung)
Kedawung is een bestuurslaag in het regentschap Cirebon van de provincie West-Java, Indonesië. Kedawung telt 6210 inwoners (volkstelling 2010).